# تیس فن والکنگود
تیس فن والکنگود (به انگلیسی: Thijs van Valkengoed) (زادهٔ ۶ ژوئیهٔ ۱۹۸۳ ‏(۴۱ سال)) شناگر اهل هلند است.